# Metaparagia nocatunga
Metaparagia nocatunga är en stekelart som först beskrevs av Richards 1962.  Metaparagia nocatunga ingår i släktet Metaparagia och familjen Masaridae. Inga underarter finns listade i Catalogue of Life.